# Возлежащая женщина
«Возлежащая женщина» («Лежащая обнажённая») — картина французского художника Гюстава Курбе из собрания Государственного Эрмитажа.
На картине изображена обнажённая женщина, спящая на покрывале под деревом. Слева внизу подпись художника: G. C.
Концепция картины впервые была сформулирована Курбе в 1845 году: им был написан «Этюд спящей женщины», который ныне находится в Мемориальном художественном музее Отани, Ниномия (Япония). Сама картина была написана в 1865—1866 годах, и явилась одной из целой серии картин возлежащих ню, написанных Курбе в 1864—1866 годах, увенчанных «Женщиной с попугаем» (Метрополитен-музей, Нью-Йорк).
Изначально картина была гораздо больше по размерам, Курбе как минимум дважды обрезал картину, уменьшая её размеры, причём наибольшему обрезу она подверглась с верхней стороны — примерно на 25–30 см. А. Г. Костеневич отмечал:

Результатом стало исчезновение значительной части пейзажного фона вверху, о чём приходится сожалеть, так как фигуре в этом состоянии спокойного, безмятежного возлежания, как-то не хватает пространственной среды. Урезая пейзаж, Курбе ставил более ощутимый акцент на фигуре, отчего в композиции появилась даже некоторая скульптурность.

Основание мощного древесного ствола на фоне очень похоже на основание дерева с картины Курбе «Дуб во Флаже» (Музей Курбе, Франция; ранее Художественный музей Мураучи, Япония).
Эта же натурщица изображена на другой картине Курбе «Спящая нимфа» (1866 год, частная коллекция), этюд к этой картине проходил 9 мая 2013 года на аукционе Сотбис.
Первым владельцем картины был известный меценат импрессионистов Эрнест Ошеде, однако испытывая финансовые затруднения он был вынужден продать её 20 апреля 1875 года с аукциона в Отеле Друо. Далее картина находилась у разных торговцев, включая Дюран-Рюэля и фирму «Бернхейм-Жён», в 1908 году она оказалась в берлинской галерее Густава Кнауэра, где её купил известный немецкий коллекционер Бернхард Кёлер. Во время Второй мировой войны была захвачена советскими войсками и отправлена в СССР в счет репараций; долгое время хранилась в запасниках Государственного Эрмитажа и была показана публике лишь в 1995 году на Эрмитажной выставке трофейного искусства; с 2001 года числится в постоянной экспозиции Эрмитажа и с конца 2014 года выставляется в здании Главного Штаба в зале 313. 

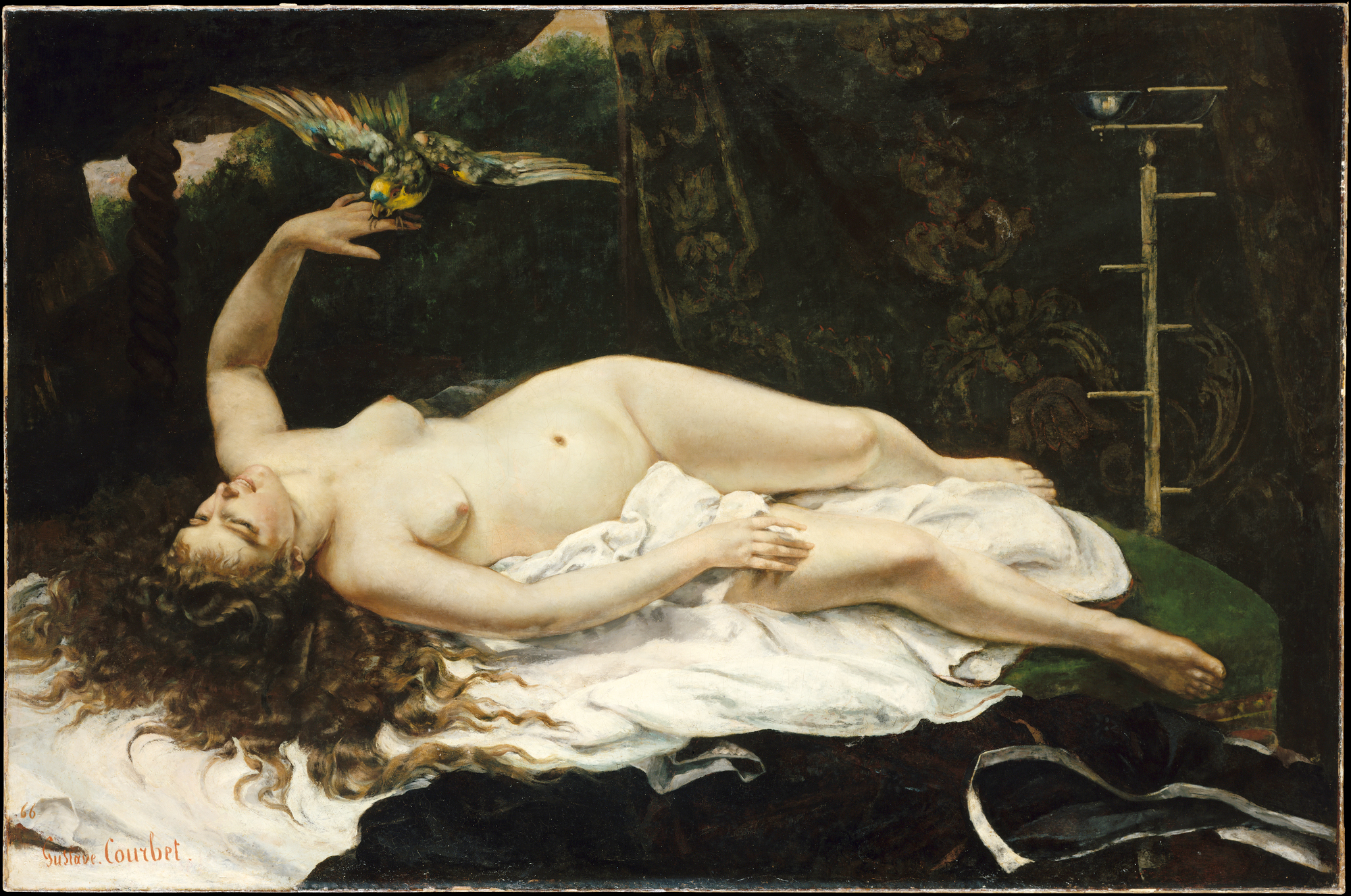
Г. Курбе. «Женщина с попугаем»
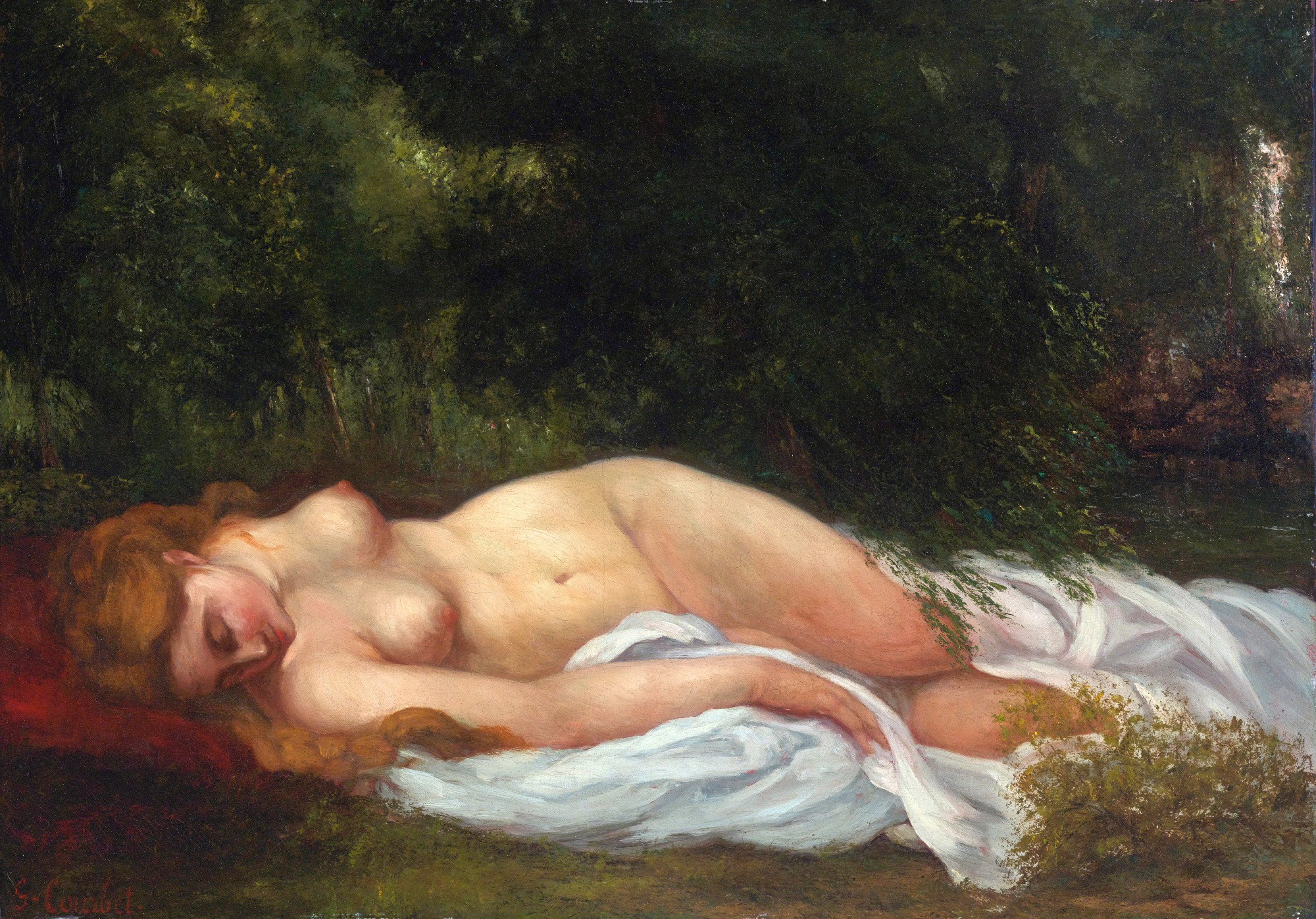
Г. Курбе. Этюд к картине «Спящая нимфа»
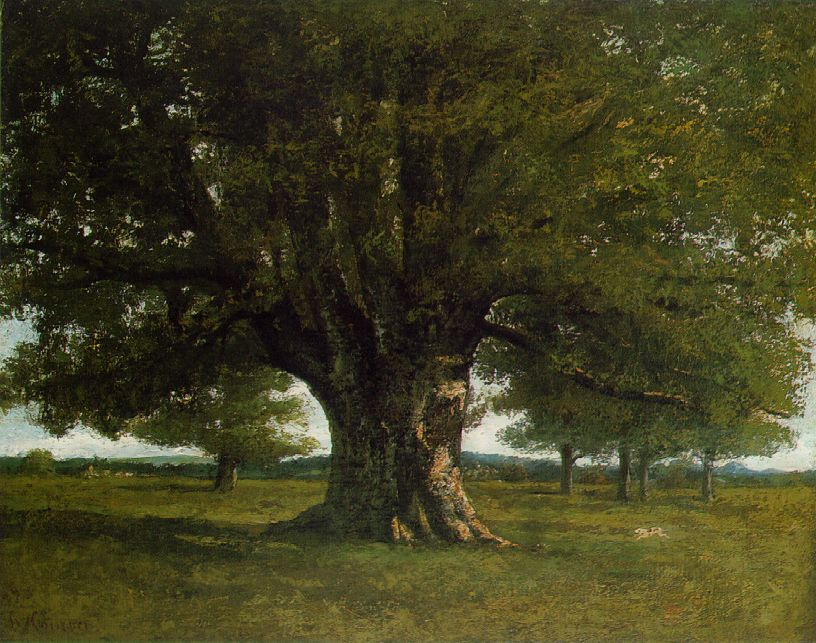
Г. Курбе. «Дуб во Флаже».